# Jude Bellingham
Jude Victor William Bellingham (Stourbridge, 29 de junho de 2003) é um futebolista inglês que atua como meio-campista. Atualmente joga pelo Real Madrid e pela Seleção Inglesa.

## Carreira

### Birmingham
Bellingham ingressou nas categorias de base do Birmingham aos oito anos, após jogar pelo Stourbridge. Ele jogou pela equipe sub-18 aos 14 anos, e estreou pela equipe Sub-23 aos 15 anos, em 15 de outubro de 2018, fora de casa contra a equipe Sub-23 do Nottingham Forest. Entrando no jogo após uma hora, ele marcou o único gol no minuto 87 "deslizando para forçar a bola sobre a linha do gol após pressão de Kyle McFarlane sobre o goleiro desviar a bola para o seu caminho." Em março de 2019, ele já tinha três gols em dez aparições na equipe de desenvolvimento, havia sido destaque na lista da FourFourTwo dos "50 adolescentes mais empolgantes do futebol inglês", e era mencionado como de interesse para grandes clubes europeus. Ele foi gradualmente introduzido no ambiente do time principal enquanto ainda era um estudante: treinando cada vez mais com os titulares, ele os acompanhava nos dias de jogo para observar, e viajou como o "19º homem" para um jogo do Championship em março.

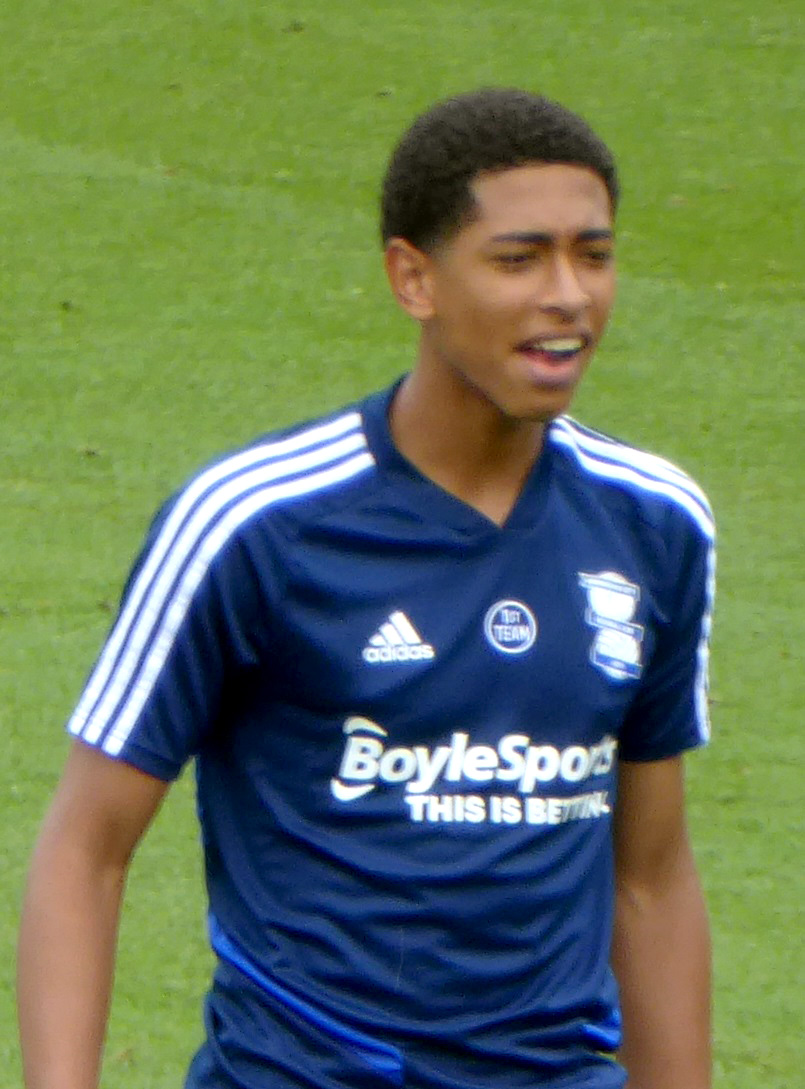
Bellingham treinando pelo Birmingham City em 2019

Bellingham ingressou em uma bolsa de estudos de dois anos com o Birmingham, que começou em julho de 2019. O jogador fez parte do campo de treinamento da equipe principal em Portugal, atuou e balançou as redes em amistosos de pré-temporada, e recebeu o número da camisa 22 para a temporada 2019–20. No dia 6 de agosto, quando iniciou a visita à Portsmouth na primeira rodada da EFL Cup, Bellingham tornou-se o jogador mais jovem do Birmingham a atuar no time principal. Aos 16 anos e 38 dias, o meio-campista quebrou o recorde estabelecido por Trevor Francis em 1970 por 101 dias. Ele jogou por 80 minutos na derrota por 3–0 e foi eleito o Birmingham Mail's Homem do Jogo. Ele fez sua primeira aparição na Football League 19 dias depois, contra o Swansea, saindo do banco de reservas no segundo tempo em uma derrota por 3–0, fora de casa. Sua estreia em casa aconteceu no dia 31 de agosto, contra o Stoke City. Substituindo o lesionado Jefferson Montero após meia hora, Bellingham marcou o gol da vitória, embora com uma generosa deflexão quando o Birmingham reverteu a desvantagem de 0–1 para vencer o Stoke por 2–1, tornando-se assim o mais jovem artilheiro da história do clube, com 16 anos e 63 dias. Ele iniciou o próximo jogo, fora contra o Charlton duas semanas depois, e marcou o único gol no passe de Kerim Mrabti.
Bellingham continuou como peça permanente no elenco do dia do jogo, às vezes como substituto, mas principalmente no time titular. Ele foi gradualmente inserido na equipe na ala esquerda, em seguida movido para o meio-campo central, onde poderia ganhar mais confiança, e depois usado em um papel mais avançado, uma vez que a comissão técnica estava certa de que ele poderia lidar com a responsabilidade. Jude foi nomeado EFL Young Player of the Month em novembro de 2019. Segundo o treinador Pep Clotet, Bellingham "se sente mais confortável no meio-campo e mais à vontade quando pode se aproximar da área adversária."
Ele foi vinculado a vários grandes clubes em janeiro de 2020; no último dia, o Birmingham teria recusado uma oferta de 20 milhões de libras do Manchester United. Bellingham continuou como titular, e até o momento em que a temporada foi suspensa devido à pandemia de COVID-19, ele havia feito 32 aparições na liga. Ele permaneceu uma parte integral da equipe quando a temporada foi retomada sem torcedores, e criou um gol tardio para Lukas Jutkiewicz contra o Charlton Athletic, o que tornou a posição na liga do Birmingham menos precária com dois jogos ainda por jogar. Ele encerrou a temporada com quatro gols em 44 partidas em todas as competições, 41 na liga, enquanto o Birmingham evitou o rebaixamento mesmo perdendo o último jogo da temporada. Em reconhecimento ao que Bellingham conquistou em tão pouco tempo com a equipe principal, o clube anunciou que a camisa número 22 seria aposentada, "para lembrar um dos nossos e inspirar outros." No EFL Awards, ele foi nomeado tanto Aprendiz do Ano da Championship quanto Jovem Jogador da Temporada da EFL.

### Borussia Dortmund

#### 2020–2021: Transferência e recordes
Muitos acreditavam na época que Bellingham deixaria o Birmingham, e foi relatado que ele e seu pai haviam visitado vários clubes importantes, dos quais o Manchester United e o clube da Bundesliga, Borussia Dortmund, eram os favoritos. Impressionado pelo histórico do Dortmund de incluir jovens jogadores como titulares na equipe principal, como evidenciado por nomes como Jadon Sancho, Bellingham teria decidido pelo clube como seu destino de escolha. Ele voou para a Alemanha para um exame médico, e a transferência foi confirmada em 20 de julho de 2020. Bellingham se juntaria após a última partida da temporada do Birmingham. A taxa não divulgada foi entendida pela Sky Sports como uma quantia inicial de £25 milhões, tornando-o o jogador de 17 anos mais caro da história, além de "mais vários milhões" dependentes de critérios relacionados ao desempenho.

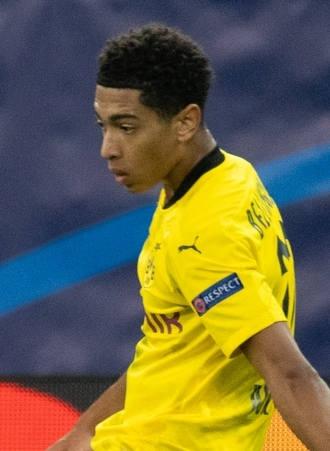
Bellingham atuando pelo Borussia Dortmund em 2020

Bellingham fez sua estreia em 14 de setembro de 2020, começando a primeira partida da temporada 2020–21 contra o MSV Duisburg, da terceira divisão, na DFB-Pokal, com 17 anos e 77 dias. Após meia hora, marcou o segundo gol em uma goleada por 5–0, tornando-se o mais jovem artilheiro do clube na DFB-Pokal, tirando seis dias do recorde de Giovanni Reyna, além de se tornar o mais jovem artilheiro em qualquer partida competitiva, quebrando o recorde de Nuri Şahin por cinco dias. Cinco dias depois, marcou sua estreia na liga com a assistência para o gol de abertura de Reyna em uma vitória por 3–0 sobre o Borussia Mönchengladbach, e foi nomeado Novato do Mês da Bundesliga para setembro. Quando Bellingham enfrentou a Lazio na fase de grupos em 20 de outubro, aos 17 anos e 113 dias, tornou-se o mais jovem inglês a começar uma partida da Liga dos Campeões da UEFA, quebrando o recorde anteriormente estabelecido por Phil Foden.
Nos primeiros três meses da temporada, Bellingham foi titular em todas as competições, com seis partidas como titular e sete como reserva na Bundesliga, além de quatro partidas como titular na Liga dos Campeões. Ele perdeu as duas primeiras partidas de 2021 devido a uma lesão no pé, mas retornou à ação como titular cada vez mais regular. Ele esteve envolvido no gol de Marco Reus na partida de ida das quartas de final da Liga dos Campeões contra o Manchester City. Ele marcou seu primeiro gol na Liga dos Campeões contra o City no início da segunda partida, mas o Dortmund não conseguiu manter sua vantagem de gol fora. No intervalo, Bellingham marcou seu primeiro gol na Bundesliga a partir de um desvio de Reyna para igualar o placar com o Stuttgart no início do segundo tempo; o Dortmund venceu por 3–2. Bellingham começou pelo Dortmund na goleada por 4–1 sobre o RB Leipzig na Final da DFB-Pokal de 2021. Ele recebeu cartão amarelo no primeiro tempo e foi substituído por Thorgan Hazard no intervalo, com sua equipe liderando por 3–0. Ele encerrou a temporada com 29 jogos e um gol na Bundesliga, 46 jogos e quatro gols em todas as competições, e foi votado Novato da Temporada pelos colegas de equipe. Bellingham ficou atrás apenas de Pedri, do Barcelona, no Troféu Kopa de 2021, concedido ao melhor jogador masculino com menos de 21 anos, votado pelos vencedores anteriores do Bola de Ouro.

#### 2021–2023: Craque da temporada e vice-campeão da Bundesliga
Em 4 de dezembro de 2021, Bellingham jogou em Der Klassiker contra o Bayern de Munique. Ele fez as assistências para ambos os gols do Dortmund, mas o Bayern venceu a partida por 3–2 com um pênalti aos 77 minutos após uma longa intervenção do VAR. Antes na partida, dois pedidos de pênalti do Dortmund foram negados pelo árbitro Felix Zwayer, que se recusou a revisar ambos. Entrevistado ao vivo pela Viaplay imediatamente após a partida, Bellingham foi crítico em relação às decisões de Zwayer e fez referência à sua participação no Escândalo de manipulação de resultados no futebol alemão de 2005, dizendo: "Você dá a um árbitro que já manipulou partidas o maior jogo na Alemanha. O que você espera?" A Federação Alemã de Futebol (DFB) escreveu para Bellingham pedindo seus comentários com urgência. Mais tarde, ele foi multado em 40 mil euros pela DFB.
Em 22 de outubro de 2022, em uma partida contra o Stuttgart, Bellingham contribuiu significativamente com dois gols notáveis – o primeiro proveniente de um rápido ataque que ele mesmo iniciou e finalizou, e o quarto sendo um chute habilmente curvado pós intervalo – ações que foram fundamentais para garantir o lugar do Borussia Dortmund entre os quatro primeiros da liga. Em 28 de maio de 2023, o Bayern de Munique conquistou a Bundesliga após o Borussia Dortmund ceder dois pontos em um empate por 2–2 contra o Mainz 05 no último dia da liga. Bellingham, um substituto não utilizado devido a uma lesão no joelho, foi filmado afastando uma câmera do seu rosto ao sair do campo em lágrimas. Suas atuações lhe renderam o prêmio de Jogador da Temporada da Bundesliga na temporada 2022–23. Tendo terminado como vice-campeão dois anos antes, Bellingham venceu o Troféu Kopa de 2023 em reconhecimento às suas atuações na temporada 2022–23 pelo Dortmund e pela Inglaterra na Copa do Mundo FIFA de 2022. Ele se tornou o primeiro inglês a receber o prêmio, que foi entregue na cerimônia do Bola de Ouro de 2023 em outubro. Ele ficou em 18º na votação do Bola de Ouro.

### Real Madrid
Em 14 de junho de 2023, o Real Madrid anunciou a contratação de Bellingham em um contrato de seis anos. O Borussia Dortmund receberia uma taxa de transferência base de 103 milhões de euros, com potencial para aumentar em 30%, chegando a aproximadamente 133,9 milhões de euros devido a bônus adicionais, dos quais uma cláusula de venda renderia ao Birmingham City cerca de 6 milhões de libras. Ele se tornou o sexto inglês a se juntar ao Real Madrid na era profissional, e Andy West, da BBC Sport, achou que a mudança fazia "todo sentido" tanto para o clube quanto para o jogador, considerando a "política de longa data do Real de recrutar os melhores jovens jogadores do mundo" e a "vontade comprovada de dar aos jovens jogadores a oportunidade de ter sucesso no mais alto nível".
Em 12 de agosto de 2023, Bellingham marcou sua estreia com um gol de meia-voleio de curta distância a partir de um escanteio em uma vitória por 2–0 fora de casa contra o Athletic Bilbao na La Liga. Dois gols e uma assistência para Vinícius Júnior em uma vitória por 3–1 contra o Almería e o gol da vitória contra o Celta Vigo nas duas últimas partidas de agosto o tornaram o artilheiro da liga e o primeiro inglês a receber o prêmio de Jogador do Mês da La Liga de agosto. Um gol aos 95 minutos contra o Getafe em sua primeira partida no recém-renovado Santiago Bernabéu fez de Bellingham o terceiro jogador depois de Cristiano Ronaldo na temporada 2009–10 e Pepillo na temporada 1959–60 a marcar em cada uma de suas quatro primeiras aparições competitivas pelo clube. Bellingham marcou 10 gols em seus 10 primeiros jogos pelo Madrid, igualando o número de gols de Cristiano Ronaldo após seus 10 primeiros jogos pelo clube em 2009. Em 28 de outubro, Bellingham marcou dois gols, incluindo um vencedor nos acréscimos, garantindo ao Real Madrid uma vitória por 2–1 fora de casa contra seus rivais Barcelona, tornando-se o primeiro jogador do Real Madrid a marcar em suas estreias na La Liga e na Liga dos Campeões pelo clube e no "El Clásico". Seu primeiro gol, marcado a 25 metros, foi o gol de número 300 do seu clube no El Clásico e, além disso, significou que ele se tornou o primeiro inglês a marcar nesse confronto desde Michael Owen em 2005. Bellingham igualou vários recordes com esses gols. Seu treinador Carlo Ancelotti comentou: "Ele parece um veterano, o gol para empatar mudou totalmente o jogo... Hoje ele foi estupendo e surpreendeu a todos com seu maravilhoso gol de fora da área." Bellingham foi nomeado Jogador do Mês da La Liga de outubro.
Tendo recebido o Troféu Kopa algumas semanas antes, Bellingham foi nomeado vencedor do Golden Boy de 2023, um prêmio concedido ao melhor jogador de futebol masculino com menos de 21 anos que joga nas principais divisões europeias ao longo de um ano civil. Já no dia 5 de novembro, Bellingham deslocou o ombro esquerdo e só voltou a atuar três semanas depois, contra o Cádiz, apenas por causa de uma crise de lesões no clube. Em 26 de novembro, usando uma proteção pesada, ele assistiu ao primeiro gol e marcou o terceiro de uma vitória por 3–0, que levou o Madrid ao topo da tabela e seu total pessoal para 14 em seus primeiros 15 jogos, quebrando o recorde do clube mantido em conjunto por Pruden, Di Stéfano e Cristiano Ronaldo. No dia 29 de novembro, Bellingham se tornou o primeiro jogador a marcar em cada uma de suas quatro primeiras aparições na Liga dos Campeões pelo Real Madrid em uma vitória por 4–2 contra o Napoli.
Em 10 de fevereiro de 2024, Jude Bellingham marcou dois gols em uma goleada por 4–0 na liga sobre o Girona, alcançando seu 20º gol na temporada e tornando-se o maior artilheiro inglês do Real Madrid, ao lado de Cunningham e David Beckham. Já no dia 22 de abril, Bellingham foi eleito a revelação do ano no Prêmio Laureus, com o prêmio, ele tornou-se o primeiro jogador de futebol a receber tal honraria.

## Seleção Nacional

### Sub-15
Bellingham fez sua estreia na Inglaterra Sub-15 em dezembro de 2016, numa partida contra a Turquia.

### Sub-21
Em setembro de 2020 foi convocado pela primeira vez para a Seleção Sub-21 para disputar as Eliminatórias da Euro Sub-21.

### Principal

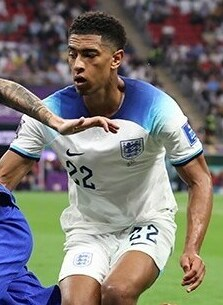
Jude Bellingham na Copa do Mundo de 2022

Estreou pela Seleção Inglesa principal no dia 12 de novembro de 2020, num amistoso contra a Irlanda. Em abril de 2021 foi convocado para disputar as Eliminatórias Europeias da Copa do Mundo FIFA de 2022. Dois meses depois, em junho, esteve presente na lista de convocados para disputar a Euro 2020. Ele atuou na estreia da Inglaterra na competição, uma vitória de 1–0 contra a Croácia.

## Estilo de jogo
Conhecido por seu controle excepcional da bola, sua fisicalidade e sua qualidade técnica, Bellingham é frequentemente considerado um dos melhores meio-campistas do mundo. Bellingham foi descrito por Philipp Lahm como um "meio-campista completo". Além disso, ele é amplamente considerado um dos melhores jovens jogadores de futebol do mundo. Bellingham é conhecido por sua celebração de gol de braços estendidos, cabeça alta e peito para fora.

## Estatísticas
Atualizadas até 18 de agosto de 2024

### Clubes
| Equipe            | Temporada         | Campeonato nacional | Campeonato nacional | Copa nacional | Copa nacional | Competições continentais | Competições continentais | Outros torneios | Outros torneios | Total | Total |
| Equipe            | Temporada         | Jogos               | Gols                | Jogos         | Gols          | Jogos                    | Gols                     | Jogos           | Gols            | Jogos | Gols  |
| ----------------- | ----------------- | ------------------- | ------------------- | ------------- | ------------- | ------------------------ | ------------------------ | --------------- | --------------- | ----- | ----- |
| Birmingham City   | 2019–20           | 41                  | 4                   | 2             | 0             | —                        | —                        | —               | —               | 44    | 4     |
| Birmingham City   | Total             | 41                  | 4                   | 2             | 0             | —                        | —                        | —               | —               | 44    | 4     |
| Borussia Dortmund | 2020–21           | 29                  | 1                   | 6             | 2             | 10                       | 1                        | 1               | 0               | 46    | 4     |
| Borussia Dortmund | 2021–22           | 32                  | 3                   | 3             | 0             | 8                        | 3                        | 1               | 0               | 44    | 6     |
| Borussia Dortmund | 2022–23           | 31                  | 8                   | 4             | 2             | 7                        | 4                        | —               | —               | 42    | 14    |
| Borussia Dortmund | Total             | 92                  | 12                  | 13            | 4             | 25                       | 8                        | 2               | 0               | 132   | 24    |
| Real Madrid       | 2023–24           | 28                  | 19                  | 1             | 0             | 11                       | 4                        | 2               | 0               | 42    | 23    |
| Real Madrid       | 2024–25           | 1                   | 0                   | 0             | 0             | 0                        | 0                        | 1               | 0               | 2     | 0     |
| Real Madrid       | Total             | 29                  | 19                  | 1             | 0             | 11                       | 4                        | 3               | 0               | 44    | 23    |
| Total na carreira | Total na carreira | 162                 | 35                  | 16            | 4             | 33                       | 12                       | 5               | 0               | 213   | 51    |

## Títulos
Borussia Dortmund
- Copa da Alemanha: 2020–21

Real Madrid
- Supercopa da Espanha: 2023–24
- La Liga: 2023–24
- Liga dos Campeões da UEFA: 2023–24
- Supercopa da UEFA: 2024
- Copa Intercontinental: 2024[80]

### Prêmios individuais
- Jovem Jogador do Mês da EFL: novembro de 2019
- Jovem Jogador do Ano da EFL: 2019–20
- Revelação do Mês da Bundesliga: setembro de 2020
- Gol do Mês da Bundesliga: outubro de 2021
- Melhor Jogador Jovem Sub-20 do Mundo pela  IFFHS: 2022[81]
- Equipe Mundial do Ano Sub-20 da IFFHS: 2022[82]
- EA Sports: Time do Ano do FIFA 23[83]
- Melhor jogador da Bundesliga: 2022–23[84]
- Jogador do mês da La Liga: agosto de 2023 e outubro de 2023[85]
- Troféu Kopa: 2023[86]
- Golden Boy: 2023[87]
- FIFPro World XI: 2023 e 2024[88]
- Prêmio Laureus Revelação do ano 2024
- Jogador do Ano da La Liga: 2023–24
- Jovem Jogador do Ano da Liga dos Campeões da UEFA: 2023–24[89]
- Seleção da Liga dos Campeões da UEFA: 2023–24[90]
- Seleção do Ano da FIFA: 2024[91]

### Líder de assistências
- 2023–24: 5 assistências (empatado com Vinícius Júnior e Marcel Sabitzer)